# Agis-Léon Ledru
Pour les articles homonymes, voir Ledru.
Agis-Léon Ledru est un architecte et homme politique français, né le 31 mai 1816 à Clermont-Ferrand et décédé le 5 octobre 1885 dans cette même ville. Il a été maire de Clermont-Ferrand.

## Biographie

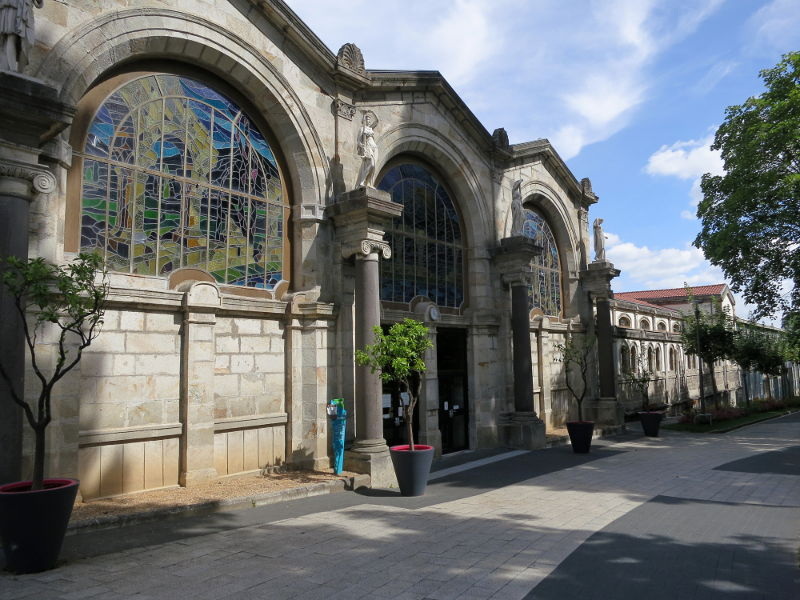
Vue de l'établissement thermal de Royat dont Agis-Léon Ledru est l'architecte.

Agis-Léon Ledru est le fils aîné de l'architecte Louis Charles François Ledru (1778-1861), architecte de la ville de Clermont-Ferrand en 1809 et du département en 1824, et d'Émilie Abraham. Il est l'élève de Jean-Nicolas Huyot et de Lebas. Il fait ses études à l’École nationale supérieure des beaux-arts de Paris, où il est admis en 1837. En 1844, il obtient le second prix de Rome.
Il devient architecte de la ville de Clermont-Ferrand, de 1846 à 1851, et architecte du département du Puy-de-Dôme. Comme architecte, Agis Léon Ledru construit l’établissement thermal de Royat, les Grands Thermes de La Bourboule, l'église paroissiale Notre-Dame-de-l'Assomption de Torsiac et l'église Saint-Ferréol de Murol. Il construit les ateliers de la sucrerie de Bourdon entre 1853 et 1855.
En 1858, il est chargé par les religieuses de la Visitation de Riom, installées au Pré-Madame, de reconstruire leur chapelle. Les décors sont réalisés sous la direction d'Émile Thibaud. En 1864, il est chargé des travaux de la ville de Riom, où il intervient sur le collège à la demande des Pères Maristes.
Il est inhumé au cimetière des Carmes de Clermont-Ferrand. Il était chevalier de la Légion d'honneur et officier de l'Instruction publique. Une rue de la ville porte son nom.
Son arrière-grand-père Jean-François Gaultier de Biauzat (1739-1815) a également été maire de Clermont-Ferrand. Il est le fils de l'architecte Louis-Charles Ledru (1778-1861) et le père de l'architecte Louis Antoine Marie Ledru Gaultier de Biauzat (1845-1886).

## Mandats
- Maire de Clermont-Ferrand (1871-1874) ;
- Conseiller général du Puy-de-Dôme (canton nord de Clermont-Ferrand) (1871-1880) ;
- Président du conseil général du Puy-de-Dôme (1874-1875) ;
- Trésorier-payeur général du département du Puy-de-Dome (janvier à mai 1880).